# Liste der Naturdenkmale in Womrath
Die Liste der Naturdenkmale in Womrath nennt die im Gemeindegebiet von Womrath ausgewiesenen Naturdenkmale (Stand 13. Mai 2024).

## Naturdenkmale
| Nr.         | Bezeichnung                 | Lage                                                     | Beschreibung            | Bild                                    |
| ----------- | --------------------------- | -------------------------------------------------------- | ----------------------- | --------------------------------------- |
| ND-7140-040 | Eiche unterm Geisheider Weg | nördlich des Ortes; Flur Auf Gerstenacker Lage           | Quercus sp.             | Direkt Bild zu diesem Denkmal hochladen |
| ND-7140-041 | Eiche am Hallschieder Berg  | nordöstlich des Ortes; Abteilung Hallschieder Berg Lage  | Quercus sp.             | Direkt Bild zu diesem Denkmal hochladen |
| ND-7140-042 | Zwei Eichen auf dem Sother  | östlich des Ortes; Flur Auf dem Sother Lage              | Quercus sp., zwei Bäume | Direkt Bild zu diesem Denkmal hochladen |
| ND-7140-045 | Buche am Hallschieder Berg  | nordöstlich des Ortes; Abteilung Hallschieder Heide Lage | Fagus sylvatica         | Direkt Bild zu diesem Denkmal hochladen |

## Ehemalige Naturdenkmale
| Nr. | Bezeichnung     | Lage                               | Beschreibung                                  | Bild                                    |
| --- | --------------- | ---------------------------------- | --------------------------------------------- | --------------------------------------- |
|     | Kaisereiche     | am nordwestlichen Ortseingang Lage | Quercus sp.; Rechtsverordnung 1986 aufgehoben | Direkt Bild zu diesem Denkmal hochladen |
|     | Hindenburgeiche | Im Bangert, vor Nr. 12 Lage        | Quercus sp.; Rechtsverordnung aufgehoben      | Direkt Bild zu diesem Denkmal hochladen |